# Kimberley (Nottinghamshire)
Kimberley – miasto w Anglii, w hrabstwie Nottinghamshire, w dystrykcie Broxtowe. Leży 10 km na północny zachód od miasta Nottingham i 183 km na północny zachód od Londynu. Miasto liczy 6849 mieszkańców.